# Jure Pantar
Jure Pantar (16 agosto 1991) è un taekwondoka sloveno.

## Palmarès
- Europei

Baku 2014: argento nei 63 kg.